# 治無載
治無戴（ちぶたい、生没年不詳）は、中国三国時代の人物。羌族の指導者の一人と見られる。『三国志』魏志「郭淮伝」に名がある。247年から約2年に亘り、魏に対する羌の反乱で指導者の一人となった。

## 事跡
247年、隴西・南安・金城・西平にいた羌族の長である餓何・焼戈・伐同・蛾遮塞は、結託して魏に反乱を起こし蜀漢の軍を招き入れようとした。このとき、涼州の蛮族の名家であった治無戴もこれに呼応したため、反乱は大規模なものとなった。
魏はただちに反乱鎮圧のため軍を差し向けた。まず夏侯覇が為翅に駐屯し、続いて郭淮が軍を狄道まで進めた。郭淮は枹罕で賊を討つべきとする味方の意見を退けた上で、蜀の姜維が北上し夏侯覇を攻撃すると確信していたため、渢中に入って南に進み夏侯覇と合流した。予想通り姜維は為翅に出現したが、郭淮の軍が来たことを見て逃走した。このため俄何・焼戈は郭淮の軍に斬られ、治無戴・蛾遮塞ら残存の1万の部落も降参することになった。
しかし翌年、治無戴・蛾遮塞らは再び反乱を起こした。河関・白土の古城に駐屯し、河を根拠として抵抗の姿勢を見せた。しかし郭淮が上流から進行すると見せかけ、密かに下流へ回って白土城を占拠すると、治無戴・蛾遮塞らは郭淮の攻撃を受け大敗したという。
このとき、治無戴は武威を包囲していたが、西海に家族を置いていた。このため郭淮は軍を西海に進め、治無戴の家族を捕虜にしようとした。治無戴は西海に敗走して来ると郭淮と遭遇したため、一戦してこれを打ち破ろうとしたが、反対に破られて大敗し、そのまま蜀へ逃れ帰順しようとした。姜維・廖化らが治無戴・白虎文らを迎えるため再び出撃し、郭淮らは夏侯覇と共にこれを迎撃したが敗れた為、治無戴らは無事蜀軍に救出され、繁県に住まう事になった。また蛾遮塞らの行方は不詳である。（魏志・郭淮伝、蜀志・姜維伝及び華陽国志・劉後主志より）
なお、小説『三国志演義』には登場しない。